# ایبوپروفن
ایبوپروفن (به انگلیسی: Ibuprofen) یک داروی ضدالتهاب غیراستروئیدی است که برای تسکین علائم روماتیسم مفصلی، میگرن، دیسمنوره (قاعدگی دردناک)، حملات نقرس و آسیب‌های حین ورزش و نیز به‌عنوان تب‌بر و ضد درد به ویژه در دردهای ناشی از التهاب استفاده می‌شود. این دارو همچنین در درمان نوزادان زودرس مبتلا به مجرای شریانی باز مورد استفاده است. ایبوپروفن به شکل خوراکی و تزریق وریدی تجویز شده و تأثیرگذاری آن پس از حدود یک ساعت آغاز می‌شود. تأثیر ضدالتهابی ایبوپروفن، کمتر از سایر ضدالتهاب‌های غیر استروئیدی است اما نحوهٔ عملکرد آن، مشابه آن‌ها بوده و با مهار تولید پروستاگلندین‌ها باعث کاهش فعالیت آنزیم سیکلواکسیژناز می‌شود.
این دارو از داروهای ژنریک است و بیشتر با نام بروفن (Brufen) شناخته می‌شود. ادویل (Advil)، موترین (Motrin) و نوروفن (Nurofen) و ژلوفن (Gelofen) از دیگر نام‌های تجاری آن هستند.
سازمان بهداشت جهانی، بروفن را در فهرست داروهای ضروری سازمان جهانی بهداشت قرار داده‌است. در سال ۲۰۱۸، ایبوپروفن ۲۸اُمین داروی نسخه‌ای پُر استفاده در ایالات متحده آمریکا بود و ۲۴ میلیون بار در این کشور تجویز شد.

## موارد مصرف
ایبوپروفن برای کاهش تب، از جمله تب‌های پس از واکسیناسیون، تسکین دردهای خفیف تا متوسط مانند دردهای پس از جراحی، سردرد، دندان درد، قاعدگی دردناک، آرتروز و قولنج کلیوی استفاده می‌شود. سیستم بدنی ۶۰ درصد از افراد، به تمامی داروهای ضدالتهاب غیر استروئیدی، واکنش نشان می‌دهد. بدن برخی افراد نیز تنها به بعضی از این داروها پاسخ می‌دهد. بروفن همچنین در درمان برخی بیماری‌های التهابی مانند آرتریت ایدیوپاتیک جوانان و روماتیسم مفصلی مورد استفاده است. این دارو همچنین در درمان پریکاردیت و مجرای شریانی باز تجویز می‌شود.

## داروشناسی
ایبوپروفن پس از مصرف خوراکی، طی یک تا دو ساعت، به بالاترین میزان سرمی خود رسیده و درصد چسبندگی آن به پروتئین پلاسما تا ۹۹٪ است. اکثر داروی جذب شده پس از ۲۴ ساعت از طریق ادرار دفع می‌شود و حدود یک درصد از دارو، بدون تغییر و از طریق صفرا، دفع می‌شود.
نیمه عمر بروفن حدود ۲ ساعت است. فرمول شیمیایی بروفن C13H18O۲ و نقطه ذوب آن ۷۶ درجه سانتی‌گراد است.

## تاریخچه
بروفن در سال ۱۹۶۱ توسط گروهی به سرپرستی استوارت آدامز و جانز نیکلسون در انگلستان کشف شد. و در سال ۱۹۶۹ در بریتانیا و در ۱۹۷۴ در آمریکا به عنوان درمانی برای روماتیسم مفصلی وارد داروخانه‌ها شد. آدامز در ابتدا این دارو را برای رفع خماری خود، آزمایش کرد. او در ۱۹۸۷ برای ساخت این دارو، نشان امپراتوری بریتانیا را دریافت کرد. گروه بوتس شرکت سازندهٔ بروفن نیز در همان سال جایزهٔ ملکه برای دستاوردهای فنی را برای ساخت این دارو دریافت کرد.

## مصرف
ایبوپروفن در چهار فرم خوراکی، تزریق وریدی، داروی موضعی (پماد) و مقعدی (شیاف) موجود است. پماد بروفن برای آسیب‌دیدگی‌های هنگام ورزش استفاده می‌شود. این دارو در دوز ۲۰۰ تا ۴۰۰ میلی‌گرم در بیشتر کشورها بدون نسخه فروخته می‌شود. مدت تأثیر آن با توجه به مقدار از ۴ تا ۸ ساعت متغیر است. مقدار مصرف با توجه به شدت علائم بیماری و وزن بدن تعیین می‌شود؛ معمولاً ۲۰۰ تا ۴۰۰ میلی‌گرم (کودکان ۵–۱۰ م. گ\ک. گ) در ۴ تا ۶ ساعت و تا حداکثر ۸۰۰ تا ۱۲۰۰ میلی‌گرم در روز. با تجویز پزشک حد نهایی مصرف روزانه ممکن است تا ۳۲۰۰ م. گ افزایش یابد.
بروفن به دلیل خصوصیات ضدالتهابی‌اش گاهی برای درمان آکنه نیز استفاده می‌شود. برخی تحقیقات نشان می‌دهد که مصرف طولانی مدت آن احتمال ابتلا به پارکینسون را کاهش می‌دهد. همچنین ممکن است در هیپوتانسیون اورتواستاتیک (افت ناگهانی فشار خون در هنگام ایستادن) نیز مفید باشد.

## اثرات جانبی
اثرات جانبی معمول این دارو، تهوع، سوءهاضمه، اسهال، یبوست، گیجی، افزایش فشار خون، سوزش سر دل، راش پوستی و خون‌ریزی گوارشی است.
مصرف ایبوپروفن همچنین باعث افزایش ریسک نارسایی قلبی، نارسایی کلیه، هایپرکالمی و نارسایی کبدی شده و مصرف مقدار زیاد این دارو می‌تواند باعث افزایش احتمال سکته قلبی شود. این دارو همچنین موجب تشدید آسم در بیماران مبتلا به آن می‌شود. میزان خطر مصرف ایبوپروفن در بارداری به روشنی مشخص نیست اما به زنان باردار توصیه می‌شود که از مصرف این دارو خودداری کنند. احتمال بروز واکنش‌های آلرژیک مانند آنافیلاکسی با مصرف ایبوپروفن وجود دارد.

## دسترسی
بروفن در ایران به شکل قرص‌های ۲۰۰ و ۴۰۰ میلی‌گرمی موجود است. در برخی کشورها مانند اسپانیا قرص‌های 600mg و در مکزیک 800mg آن نیز فروخته می‌شود. در آلمان نیز کپسول‌های 600mg و 800mg با نسخه فروخته می‌شود، در حالی‌که قرص‌های 400mg نیاز به نسخه ندارد. در ایالات متحده نیز از ۱۹۸۴ تاکنون بدون نسخه در دسترس است. مصرف این دارو برای بیماران درگیر با مشکلات تنفسی توصیه نمی‌شود و استامینوفن برای این بیماران گزینه مناسب تری می‌باشد.